# Petit-Canal

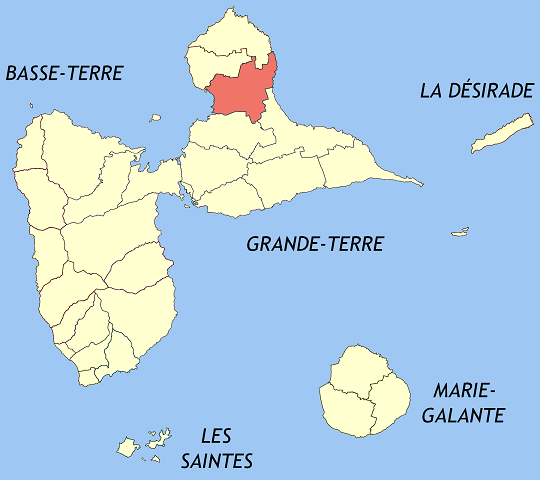
Ubicació de Petit-Canal dins de Guadalupe

Petit-Canal és un municipi francès, situat a Guadalupe, una regió i departament d'ultramar de França situat a les Petites Antilles. L'any 2006 tenia 8.180 habitants. Limita al nord-oest amb Port-Louis, al sud amb Morne-à-l'Eau i al sud-est amb le Moule.

## Demografia
| 7.746                                      | 8.180 |
| Des de 1962: població sense dobles comptes |       |

## Administració
| Període | Identitat     | Partit |
| ------- | ------------- | ------ |
| 2008-   | Florent Mitel | PCG    |